# Schots sneeuwhoen
Het Schots sneeuwhoen (Lagopus scotica) is een vogel uit de onderfamilie van de ruigpoothoenders (Tetraonidae). Het dier komt alleen in het Verenigd Koninkrijk en Ierland voor.

## Taxonomie
De vogel werd in 1787 geldig beschreven door de Engelse natuuronderzoeker John Latham als aparte soort. Dit hoen is echter nauw verwant aan het moerassneeuwhoen (L. lagopus) dat voorkomt in noordelijke bergachtige gebieden van Scandinavië, Rusland, Noord-Amerika en Azië. Daarom wordt dit hoen meestal genoemd als ondersoort Lagopus lagopus scotica. Volgens DNA-onderzoek gepubliceerd in 2019 kan dit taxon als soort worden opgevat en staat daarom als zodanig op de IOC World Bird List. Maar daarover is geen consensus.

## Kenmerken
De soort onderscheidt zich van het moerassneeuwhoen doordat het 's winters zijn bruine kleed behoudt en niet, zoals het moerassneeuwhoen, een wit kleed krijgt.

## Trivia
Het Schots sneeuwhoen is het beeldmerk van het whiskymerk The Famous Grouse.